# Time Machine (librogame)
(presentazione della serie)
Time Machine (Time Machine) è una serie di 10 librogame in cui il lettore, per mezzo di una macchina del tempo, viaggia nel passato con l'obiettivo di risolvere vari misteri della storia. In lingua originale ne sono stati pubblicati ben 25 tra il 1984 e il 1989, mentre in Italia la serie è giunta nel 1987 grazie alla casa editrice Edizioni EL, che ha pubblicato nel 1993 il decimo e ultimo numero.
Protagonista della serie è un ragazzino, alter ego del lettore, che va avanti e indietro nel corso dei secoli con l'obiettivo di risolvere vari misteri: si va dalla scomparsa dei dinosauri alla scoperta delle sorgenti del Nilo, fino alla leggendaria Atlantide.

## Sistema di gioco
Per giocare non servono matita né dadi. Al termine di ogni paragrafo bisogna scegliere tra due o più opzioni, che in genere corrispondono a spostamenti temporali da effettuare con la macchina del tempo. L'equipaggiamento consiste negli abiti dell'epoca e qualche volta in un oggetto, da scegliere fra tre messi a disposizione. Prima di iniziare l'avventura c'è una Banca Dati contenente una breve introduzione storica, che fornisce utili informazioni. Inoltre alcune scelte possono essere agevolate dai suggerimenti presenti in fondo al libro, che sono però enigmatici e vanno esaminati con attenzione.

## Lista dei libri
1. David Bischoff. L'età dei dinosauri (2-Search for Dinosaurs, 1984), tr. di Cristina Zar, 1987.
La missione consiste nel trovare tracce dell'Archaeopeteryx, considerato anello di congiunzione evolutiva tra dinosauri ed uccelli.
2. Robert W. Walker. Le sorgenti del Nilo (12-Search for the Nile, 1986), tr. di Cristina Zar, 1987.
Il compito è trovare le sorgenti del fiume Nilo, all'epoca noto come Congo, e scovare l'esploratore che per primo le ha scoperte.
3. Jim Gasperini. Sulle navi pirata (4-Sail with Pirates, 1984), tr. di Cristina Zar, 1987.
Bisogna trovare il relitto del più grande galeone mai affondato nel Mar dei Caraibi e prelevare una parte del tesoro che portava con sé.
4. Stephen Overholser. Selvaggio West (9-Wild West Rider, 1985), tr. di Cristina Zar, 1988.
Lo scopo è capire quali sono state le cause dell'improvvisa scomparsa del Pony Express, il servizio postale veloce che collegava l'Est e l'Ovest degli Stati Uniti.
5. Susan Nanus e Marc Kornblatt. Missione a Varsavia (11-Mission to World War II, 1986), tr. Nicoletta Figelli, 1989.
L'obiettivo è infiltrarsi a Varsavia durante la seconda guerra mondiale, incontrare lo storico Emanuel Ringelblum e riportare con sé le informazioni che ha sottratto ai nazisti.
6. Michael Reeves e Steve Perry. La spada del samurai (3-Sword of the Samurai, 1984), tr. Stefano (Alfiero) D'Aprile, 1991.
La missione richiede di recarsi in Giappone durante l'epoca medievale e ritornare con la spada del samurai più grande dell'epoca, Miyamoto Musashi.
7. Richard Glatzer. Le sette città d'oro (16-Quest for the Cities of Gold, 1987), tr. Mariangela Bruna, 1992.
Bisogna seguire i primi esploratori del continente americano, trovare la capitale delle leggendarie sette città d'oro e ritornare con una prova del viaggio compiuto.
8. Ruth Ashby. Alla ricerca di Re Artù (23-Quest for King Arthur, 1988), tr. Patrizia Pedrazzini, 1993.
Compito del giocatore è gettare luce definitiva sulla figura di re Artù, scoprendo se sia un sovrano realmente esistito e quanto del suo mito sia frutto di invenzione.
9. Jim Gasperini. Il mistero di Atlantide (8-The Mystery of Atlantis, 1985), tr. Patrizia Pedrazzini, 1993.
Gli obiettivi della missione sono di trovare Atlantide, il continente perduto e scoprire le cause della sua scomparsa.
10. Marc Kornblatt. Le fiamme dell'Inquisizione (15-Flame of the Inquisition, 1986), tr. Costanza Garibaldi e Fabio Accurso, 1993.
Scopo dell'avventura scoprire perché la regina Isabella permise di agire al tribunale dell'Inquisizione nel quindicesimo secolo.

## Edizione Quadrifoglio
Del primo volume L'età dei dinosauri è stata stampata nel 1993 anche una speciale versione, edita da Edizioni del Quadrifoglio, corredata di apparato didattico realizzato da Roberto Morraglia e che venne diffusa nelle scuole per introdurre la narrativa interattiva. All'inizio del libro c'erano spiegazioni più dettagliate su cosa è un librogioco, mentre alla fine alcune domande a risposta aperta o a crocette stimolavano i ragazzi. Infine c'era un vero e proprio laboratorio di scrittura creativa.